# Limnaecia triplaneta
Limnaecia triplaneta là một loài bướm đêm thuộc họ Cosmopterigidae. Nó được tìm thấy ở Úc.